# Thinopyrum
Thinopyrum és un gènere de plantes de la família de les poàcies, ordre poals, subclasse de les commelínides, classe de les liliòpsides, divisió dels magnoliofitins.
De vegades s'inclou al gènere Elymus.

## Taxonomia
(vegeu-ne una relació a Wikispecies)

## Sinònims
Lophopyrum Á. Löve, 
Psammopyrum Á. Löve, 
Trichopyrum Á. Löve.